# Walter Hill
Walter Wesley Hill (Long Beach (Californië), 10 januari 1942) is een Amerikaanse filmregisseur. Hill werd bekend door zijn actiefilms die vrijwel allemaal geworteld zijn in het genre van de western. Zijn grootste filmhit was '48 Hrs.' uit 1982.

## Jeugd
Hill werd geboren in Long Beach in het zuiden van Californië. In dit deel van de VS bracht hij zijn jeugd door. Als gevolg van zijn astma moest hij nogal wat schooljaren verzuimen. Hij groeide over zijn kwaal heen en hij ging uiteindelijk geschiedenis studeren in Michigan. Al snel stapte Hill over naar de film. Hij nam deel aan een lesprogramma van de Directors Guild of America in 1968 en liep stage als assistent-regisseur bij het maken van de film The Thomas Crown Affair. Vervolgens werkte hij als assistent regisseur bij films als Bullit en Take the Money and Run. Hill begon nu ook scenario's te schrijven. Zijn scripts werden echter niet verfilmd. Alleen het script voor The MacIntosh Man met Paul Newman werd uiteindelijk in productie genomen.

## Doorbraak
Hill bleef echter doorschrijven. Een belangrijke inspiratiebron was het scenario voor de film Point Blank met Lee Marvin. Hij probeerde zijn scripts in dezelfde stijl schrijven, met weinig dialoog en weinig regieaanwijzingen. In een snel tempo schreef hij scenario's met titels als Hard Times, Alien, The Driver en The Warriors. In 1973 kreeg Hill van producer Lawrence Gordon zijn grote kans. Hij mocht het script van Hard Times verfilmen. Deze film die in 1975 uitkwam met Charles Bronson en James Coburn in de hoofdrol werd door Hill in amper achtendertig dagen verfilmd. De film over illegale straatgevechten in de jaren dertig betekende zijn doorbraak. Al snel volgde The Driver met Ryan O'Neal als een zwijgzame chauffeur die de auto voor criminelen bij bankovervallen bestuurt en The Warriors uit 1979. De laatste film was losjes gebaseerd op de zogenaamde "Tocht van de Tienduizend" van Xenophon, over een groep Grieken die uit vijandelijk gebied (Perzië) en na veel omzwervingen terugkeert in Griekenland.

## Grote successen
Begin jaren tachtig beleefde Hill zijn grote successen. De sobere stijl die hij had opgebouwd in zijn eerdere films werd verder uitgewerkt. In feite zijn Hills films westerns, zelfs al spelen ze in het New York van 1979. Ze gaan over zwijgzame mannen, geen helden, maar ook geen schurken, die zich staande moeten houden in een vaak vijandelijke omgeving. Vaak zijn het bijna stereotypen, zoals in The Driver waar geen enkel personage een naam krijgt, maar 'the driver' wordt genoemd, of 'the cop'. Met The Long Riders laat hij zelfs de moderne verpakking van de western vallen. Hij verfilmde het einde van het leven van de bandiet Jesse James. Die bende bestond uit de broers James en hun neven de gebroeders Younger. Hill liet die rollen spelen door de gebroeders Keach en Carradine. In 1981 volgde Southern Comfort waar een peloton van de National Guard in Louisiana wordt achtervolgd door een groep lokale Cajuns. In 1982 volgde Hills grootste succes, 48 Hrs.. Deze film met Nick Nolte en Eddie Murphy in de hoofdrol gaat over de rechercheur die een crimineel voor achtenveertig uur uit de gevangenis haalt om een moordenaar op te kunnen pakken. De chemie tussen de norse Nolte en de kolderieke Murphy in combinatie met de actie maakte deze film tot een hit in de bioscopen.

## Latere films
Hill slaagde er niet in zijn succes te overtreffen. Latere films als Streets of Fire (1984), Extreme Prejudice en het vervolg op 48 Hours, Another 48 Hrs. flopten. In 1996 had hij nog een bescheiden hit met Last Man Standing met Bruce Willis, ook weer een western in een modern jasje. De carrière van Hill werd er echter niet door gered. Na het maken van de film Supernova in 2000 was de studio zelfs zo teleurgesteld dat ze Hill aan de kant zetten en Francis Ford Coppola aantrokken om de film opnieuw te monteren. Teleurgesteld in de filmwereld stortte Hill zich op televisie en oogstte veel succes met zijn regiewerk voor de televisieserie Deadwood en de miniserie Broken Trail. Voor deze series die spelen in het Wilde Westen verdiende hij een Emmy Award voor zijn regie.

## Filmografie
- Hickey & Boggs (1972) (scenario)
- The Getaway (1972) (scenario)
- The Mackintosh Man (scenario) (1973)
- The Thief Who Came to Dinner (scenario) (1973)
- The Drowning Pool (scenario) (1975)
- Hard Times (1975) (scenario en regie)
- Dog and Cat (televisiefilm, 1977) (scenario)
- The Driver (1978) (scenario en regie)
- Alien (1979) (producent)
- The Warriors (1979) (scenario en regie)
- The Long Riders (1980) (regie)
- Southern Comfort (1981) (scenario en regie)
- 48 Hrs. (1982) (scenario en regie)
- Streets of Fire (1984) (scenario en regie)
- Brewster's Millions (1985) (regie)
- Crossroads (1986) (regie)
- Blue City (1986) (scenario)
- Aliens (1986) (producent/scenario)
- Extreme Prejudice (1987) (regie)
- Red Heat (1988) (scenario en regie)
- Johnny Handsome (1989) (regie)
- Tales from the Crypt (televisieserie, 1989–1991) (scenario)
- Another 48 Hrs. (1990) (regie)
- Alien 3 (1992) (scenario)
- Trespass (1992) (regie)
- Geronimo: An American Legend (1993) (regie/producent)
- Wild Bill (1995) (scenario, producent en regie)
- Last Man Standing (1996) (scenario, producent en regie)
- Alien: Resurrection (1997) (producent)
- Perversions of Science (televisiefilm, 1997) (scenario)
- Supernova (2000) (regie onder de naam "Thomas Lee")
- Undisputed (2002) (scenario en regie)
- Alien vs. Predator (2004) (productie)
- Deadwood (televisieserie, 2004) (scenario en regie)
- Broken Trail (miniserie, 2006) (regie)
- Aliens vs. Predator: Requiem (2007) (producent)
- Bullet to the Head (2012) (regie)